# Sublime Amor
Sublime Amor é uma telenovela brasileira produzida pela extinta TV Excelsior e exibida de 18 de dezembro de 1967 a 2 de março de 1968 no horário das 20 horas, totalizando 55 capítulos. Foi escrita por Gianfrancesco Guarnieri, baseada em original argentino, e dirigida por Cassiano Gabus Mendes.

## Sinopse
Dois irmãos entram em conflito por causa da fortuna da madrasta e da enteada.

## Elenco
Elenco de Sublime Amor:
- Hélio Souto - Eduardo
- John Herbert - César
- Arlete Montenegro
- Cacilda Lanuza - Angélica
- Aracy Balabanian - Helena
- Irene Ravache - Gina
- Fernando Balleroni - Fausto
- Aracy Cardoso
- Perry Salles
- Serafim Gonzalez

## Curiosidades
- Novela que teve a direção de Cassiano Gabus Mendes, em sua efêmera passagem pela TV Excelsior.[1]
- Teve inspiração em Sublime Obssesão de Lloyd Douglas, que já fora novela na Tupi em 1968.[1]
- Passou despercebida, apesar do elenco peso.[1]